# Українська національна партія (1961—1962)
Українська національна партія — нелегальна політична організація, діяла на Західній Україні у 1961—1962 роках. Складалась лише з декількох чоловік, які були заарештовані та засуджені.
УНП була заснована у 1961 році в селі Золотники Тернопільської області. Головним ініціатором створення Української національної партії став Євген Гогусь, колишній вояк дивізії «Галичина», який відбув за це 9-річний термін. До її складу також входили: Євстахій Грицишин — колишній член УПА, Володимир Куликовський — колишній оунівець, Петро Пундик та Павло Палахита.
Першочерговим завданням організації була самоосвіта, пошук літератури, розширення за рахунок нових членів, були плани дістати зброю. Своєю метою партія проголошувала створення Незалежної України. Головну надію її члени покладали на міжнародний конфлікт та вступ на територію України іноземних військ. Партія не встигла розгорнути активну діяльність, її швидко розкрили, а її членів заарештували. 25-26 липня 1962 року на закритому суді найсуворіший вирок дістав Євген Гогусь — смертну кару, яку за касацією замінили на 15 років таборів, Є. Грицишин та В. Куликовський були засуджені на 11 років, П. Палахита — на 6 років, а П. Пундик — на 5 років.